# キーストーン・パイプラインの原油流出 (2022年)
キーストーン・パイプラインでの原油流出は2022年12月7日に発生し、原油の漏洩により、14,000バレルの原油がカンザス州のワシントン郡の小川に流出した。アメリカ合衆国においては2013年のノースダコタ州のパイプライン流出事故以来最大規模であり、同時にキーストーン・パイプライン史上でも最大である。

## 背景・前史
キーストーン・パイプライン・システムは、カナダはアルバータ州の西カナダ堆積盆地からテキサス州の製油所まで延びている。TCエナジーとアルバータ州政府が所有しており、使用前にストレステストが行われる。
2016年には、約400バレル（64立方メートル）の原油が元のキーストーンのパイプネットワークから漏れによって放出されたが、連邦捜査官は「溶接の異常」に起因するものだとしていた。また2017年11月17日にもサウスダコタ州アマースト付近の農地にパイプラインから約9,600バレル（1530立方メートル）が流出、2018年4月にも1540立方メートルの流出が起こっており2002年以降7番目に大きな流出となった。2019年10月31日にも1450立方メートルが流出した。

## 流出の発覚
東部夏時間で12月7日の午後9時（日本時間8日午前10時）、TCエナジーは圧力低下に伴い、キーストーン・パイプラインの緊急停止を開始した。アメリカ合衆国環境保護庁は流出を食い止めるためにフィルダム（土砂のダム）を建設した。流出はカンザス州ワシントン郡付近で検知され、リトルブルー川に直接流れ込む小川、ミル・クリーク（Mill Creek）に流れ込んでいた。避難命令は出なかったという。パイプライン・危険物安全局（Pipeline and Hazardous Materials Safety Administration）は、この漏洩の調査を開始。環境保護庁から派遣された2名はワシントン郡地域の飲料水への影響はないと判断した。8日にはTCエナジーがパイプライン停止を発表し再開は未定とした。11日にも同社は発表を行い原因の特定は未だできていないとした。13日には処理にあと数週間かかる見通しが示されたと地元当局が明らかにしたが、14日にはTCエナジーが流出の影響を受けていない区間の稼働再開を規制当局と顧客に通知したと発表した。同年12月15日、アメリカの環境保護局が流出した油は「希釈ビチューメン（ディルビット）」であり浄化作業がより困難になっていると明らかにしたが、12月20日にはTCエナジーが全面的な稼働再開に向けた計画を米規制当局に提出したと判明した。

## 影響

### 経済的影響
操業停止を受け、原油価格は5％上昇したが後に後退した。この急騰は、2021年以降の世界的エネルギー危機を受けた原油価格の売り込みの直後に発生した。TCエナジーは、漏えいのニュースを受けて不可抗力を宣言した。12月11日から12日にかけては、原油先物価格が1％以上高騰した。

### 環境的影響
この漏洩は、原油よりも毒性が強く水に沈みうるオイルサンドという砂岩の一種をパイプラインで移送することから、環境保護団体から懸念の声が上がった。